# Berthegon
Berthegon ist eine französische Gemeinde mit 262 Einwohnern (Stand: 1. Januar 2022) im Département Vienne in der Region Nouvelle-Aquitaine; sie gehört zum Arrondissement Châtellerault und zum Kanton Loudun (bis 2015: Kanton Monts-sur-Guesnes). Die Einwohner werden Berthegonais genannt.

## Geographie
Berthegon liegt etwa 35 Kilometer nordnordwestlich von Poitiers. Umgeben wird Berthegon von den Nachbargemeinden Prinçay im Norden, Sérigny im Osten und Nordosten, Orches im Osten und Südosten, Savigny-sous-Faye im Süden sowie Saires im Westen.

## Bevölkerungsentwicklung
| Jahr                      | 1962 | 1968 | 1975 | 1982 | 1990 | 1999 | 2006 | 2013 |
| Einwohner                 | 477  | 432  | 387  | 319  | 283  | 297  | 275  | 291  |
| Quelle: Cassini und INSEE |      |      |      |      |      |      |      |      |

## Sehenswürdigkeiten
- Kirche Notre-Dame aus dem 12. Jahrhundert mit Umbauten aus dem 14. Jahrhundert
- Herrenhaus Vayolles, seit 2006 Monument historique

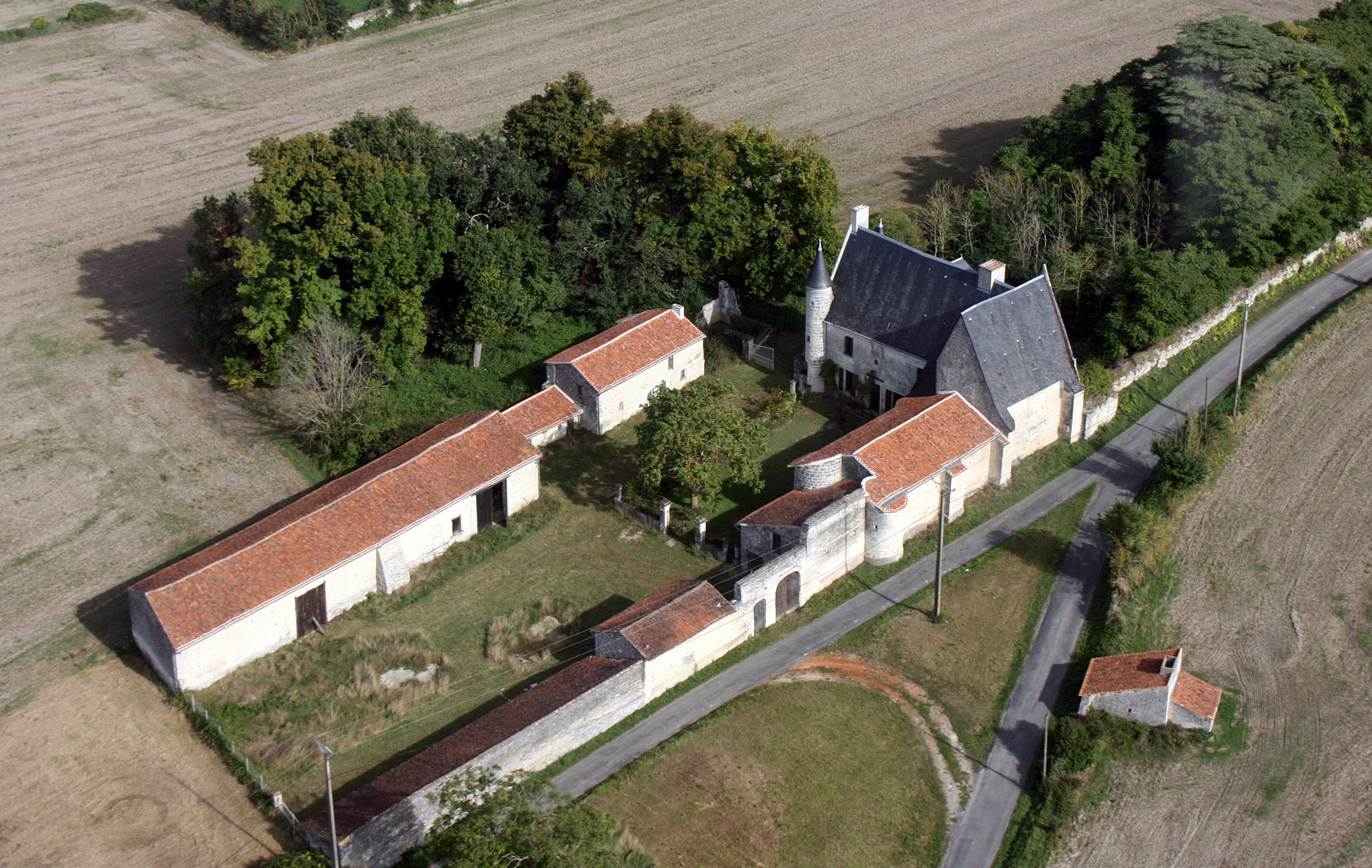
Herrensitz von Vayolles